# Ford Fusion (Ameryka Północna)
Ford Fusion – samochód osobowy klasy średniej produkowany pod amerykańską marką Ford w latach 2005 — 2020.

## Pierwsza generacja

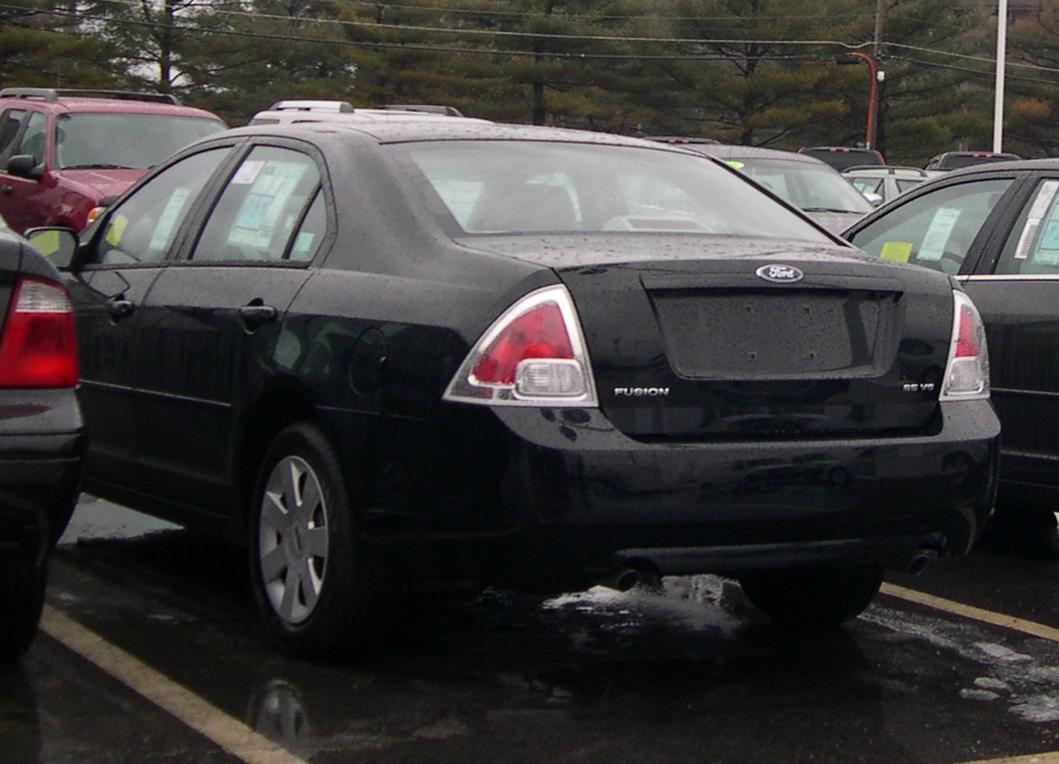
Ford Fusion I - tył

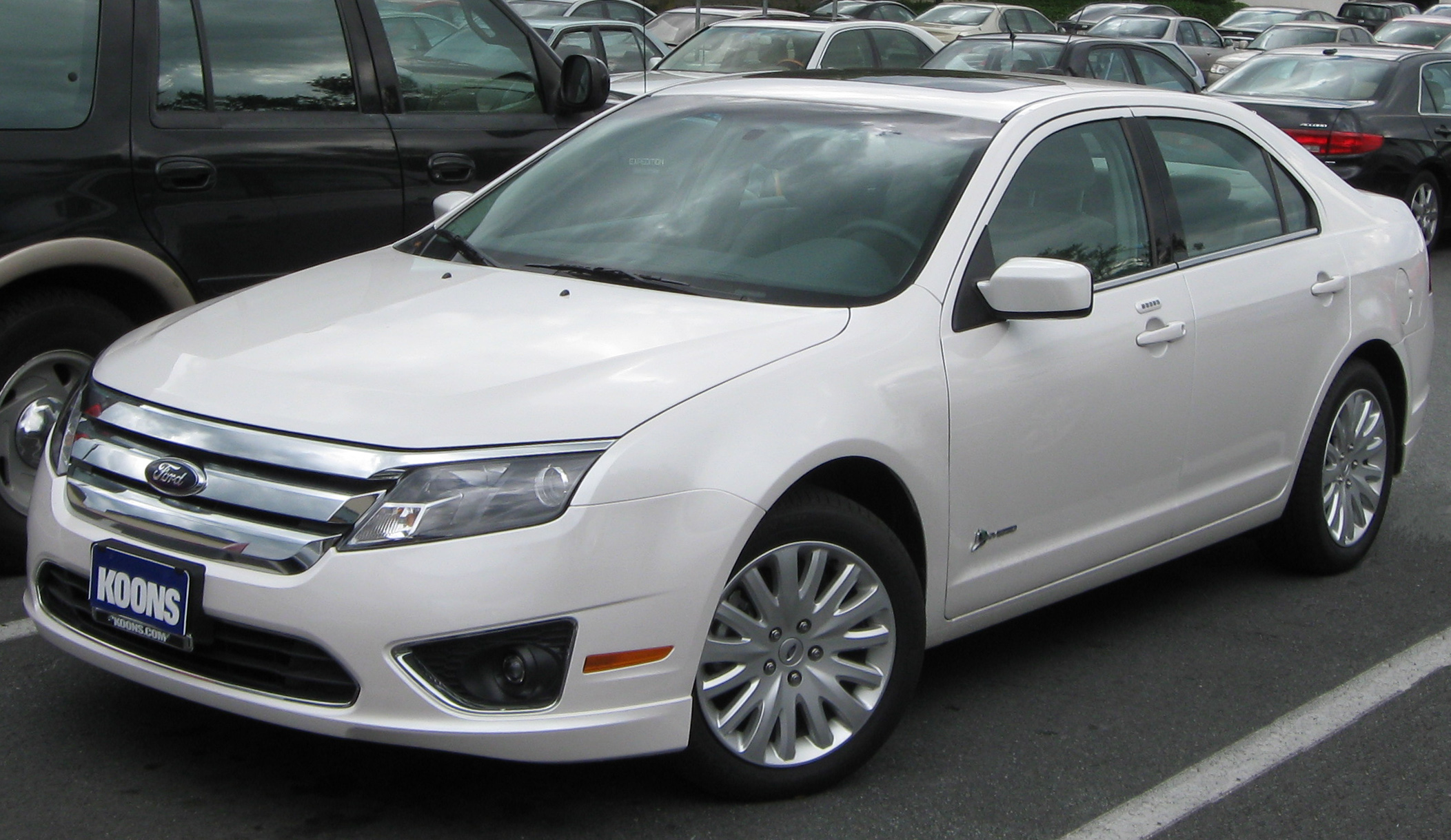
Ford Fusion I po liftingu

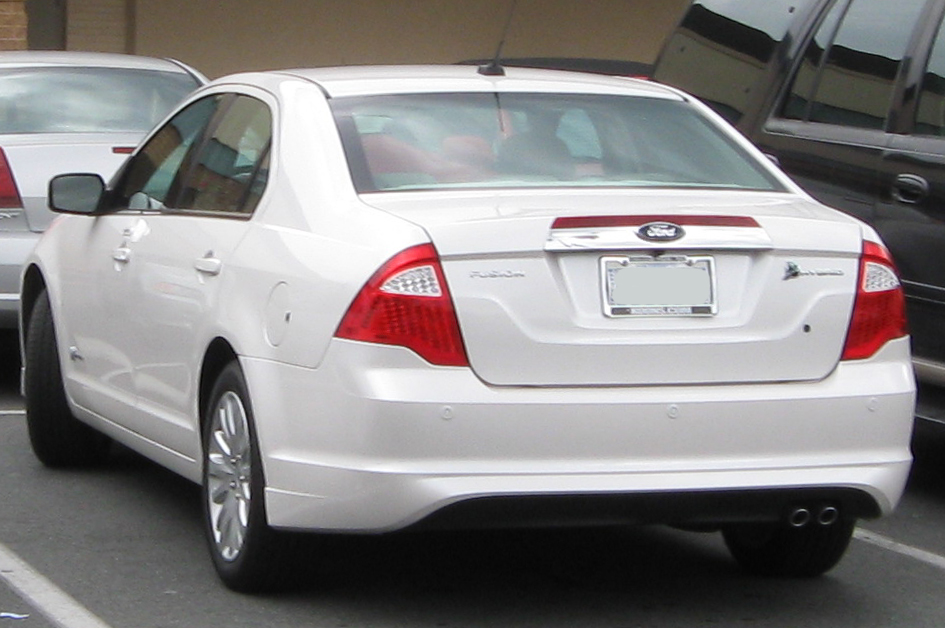
Ford Fusion I - tył po liftingu

Ford Fusion I został po raz pierwszy zaprezentowany w 2005 roku.
Późnym latem 2005 roku Ford zdecydował uzupełnić lukę w ofercie, jaka pozostała po wycofaniu w 2000 roku średniej wielkości modelu Contour. Zupełnie nowy model Fusion powstał na platformie koncernu Forda o nazwie CD3, na której oparto także bliźniaczego Lincolna MKZ i Mercury Milan. 
Samochód został utrzymany w charakterystycznym dla ówczesnej oferty Forda wyglądzie - poza chromowaną atrapą chłodnicy, model wyróżniał się też srebrnym wypełnieniem tylnych lamp. W 2007 roku do wersji napędowych dołączyła wersja z napędem na obie osie.
Amerykański Fusion nie miał nic wspólnego z oferowanym wówczas równolegle miejskim minivanem o takiej samej nazwie.

### Lifting
W październiku 2008 roku auto przeszło gruntowny lifting nadwozia. Zmieniono m.in. pas przedni i tylny, a także kształty reflektorów oraz zderzaków. Pojawił się zupełnie nowy kształt reflektorów, a także charakterystyczna, chromowana atrapa chłodnicy. Tylne lampy zamiast dotychczasowego, srebrnego wypełnienia, zyskała teraz klasyczne, czerwone.
Wraz z odświeżoną odmianą do wersji wyposażeniowych dołączyła odmiana Sport. Zmiana dotyczyła także jednostek napędowych. W silniku 3.0 V6 zwiększono moc z 221 na 240 KM. W tym samym roku zaprezentowano wersję hybrydową pojazdu napędzaną przez silnik spalinowy o pojemności 2.5 l i mocy 156 KM oraz silnik elektryczny o mocy 106 KM. 

### Fusion Hybrid
W grudniu 2008 roku zmodernizowana gama Forda Fusiona pierwszej generacji została poszerzona o odmianę hybrydową. Jej napęd utworzył czterocylindrowy, 2,5-litrowy silnik benzynowy, który razem z jednostką elektryczną pracującą w tzw. trybie Atkinsona rozwija moc maksymalną 190 KM.
W 2010 roku wersja Hybrid zdobyła tytuł North American Car of the Year.

### Silniki
- R4 2.3 Duratec 160 KM
- R4 2.5 Duratec 175 KM
- R4 2.5 Duratec Hybrid 191 KM
- V6 3.0 Duratec 221 KM
- V6 3.0 Duratec 240 KM
- V6 3.5 Duratec 263 KM

## Druga generacja

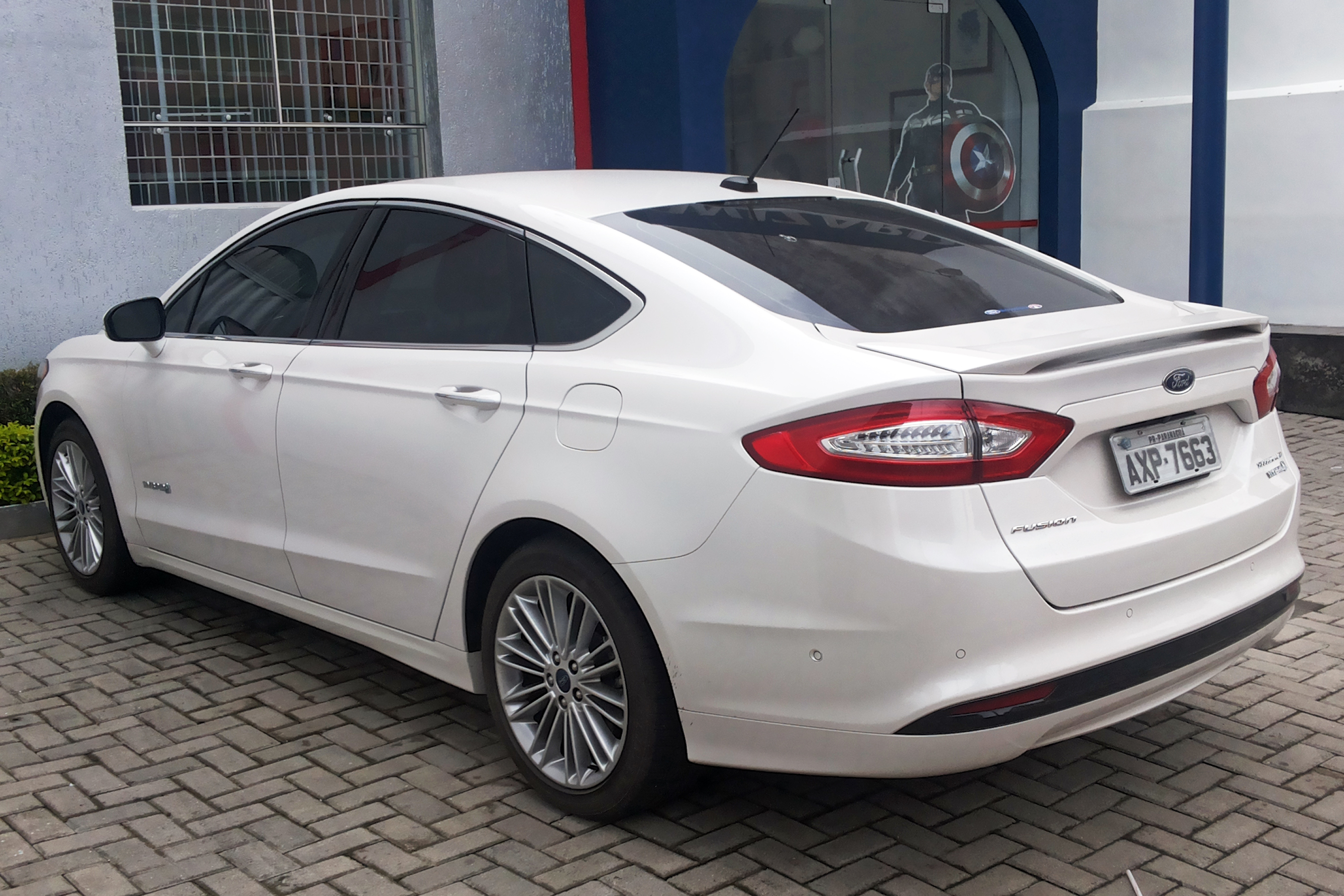
Ford Fusion II - tył

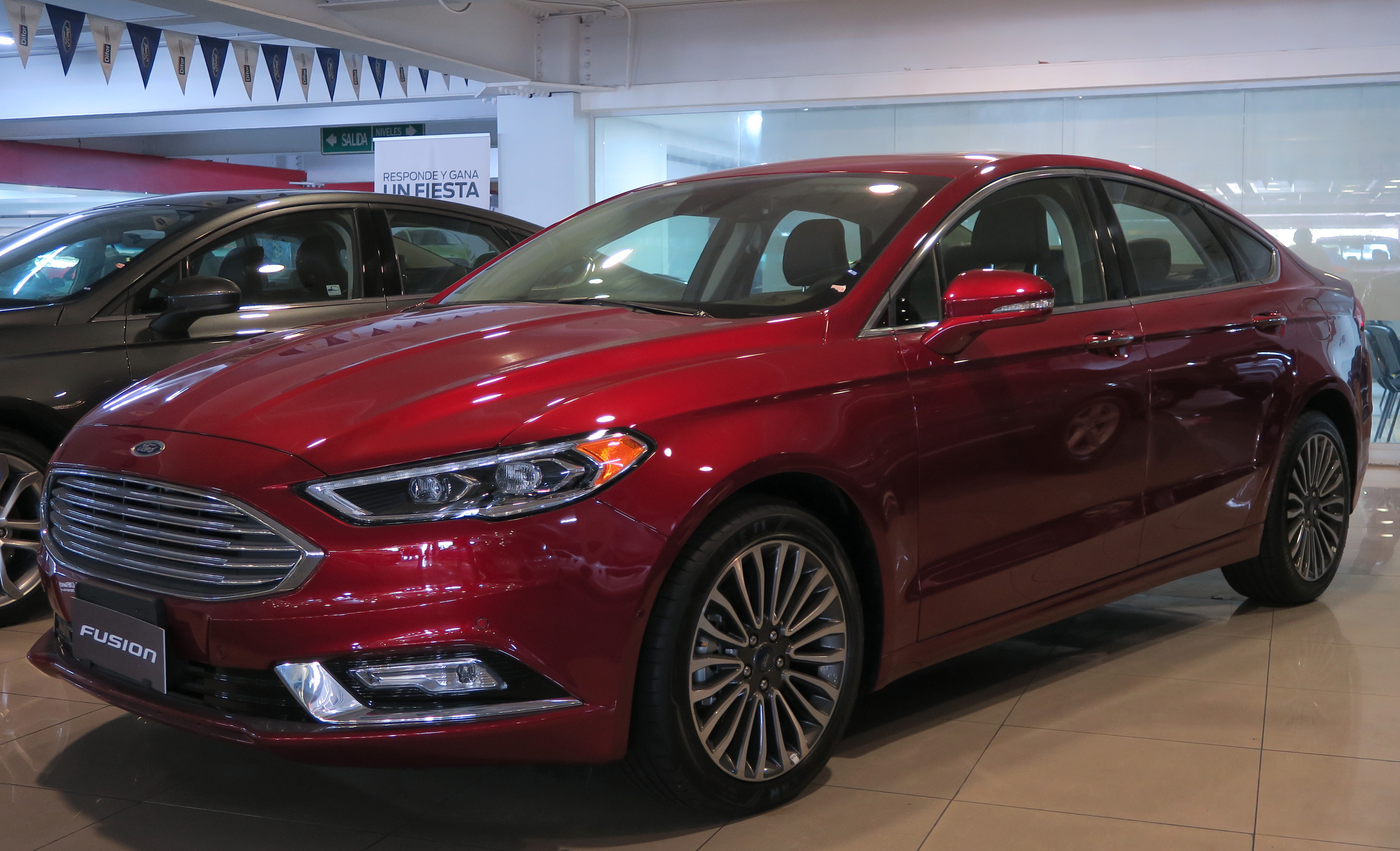
Ford Fusion II po pierwszym liftingu

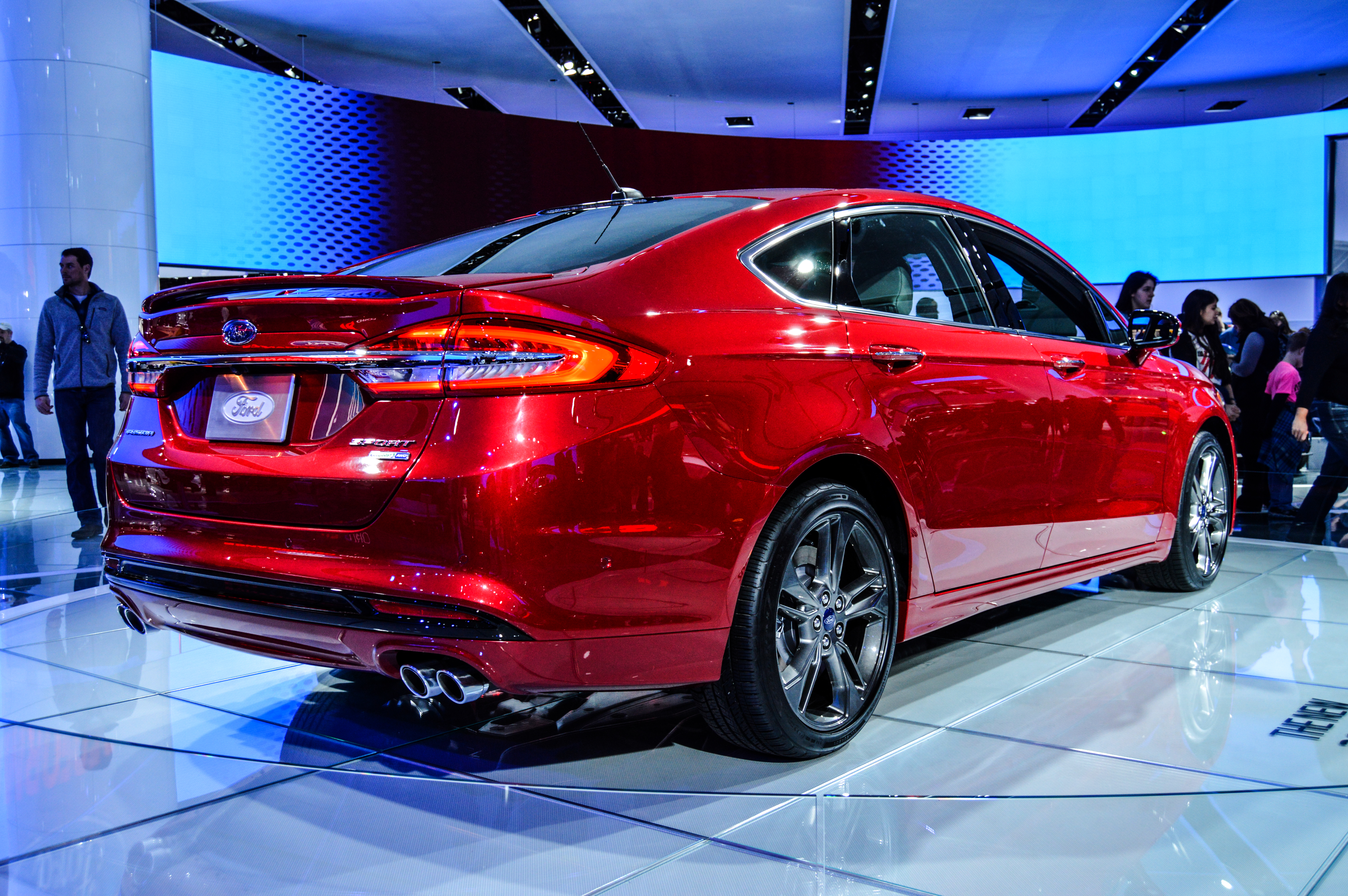
Ford Fusion II - tył po pierwszym liftingu

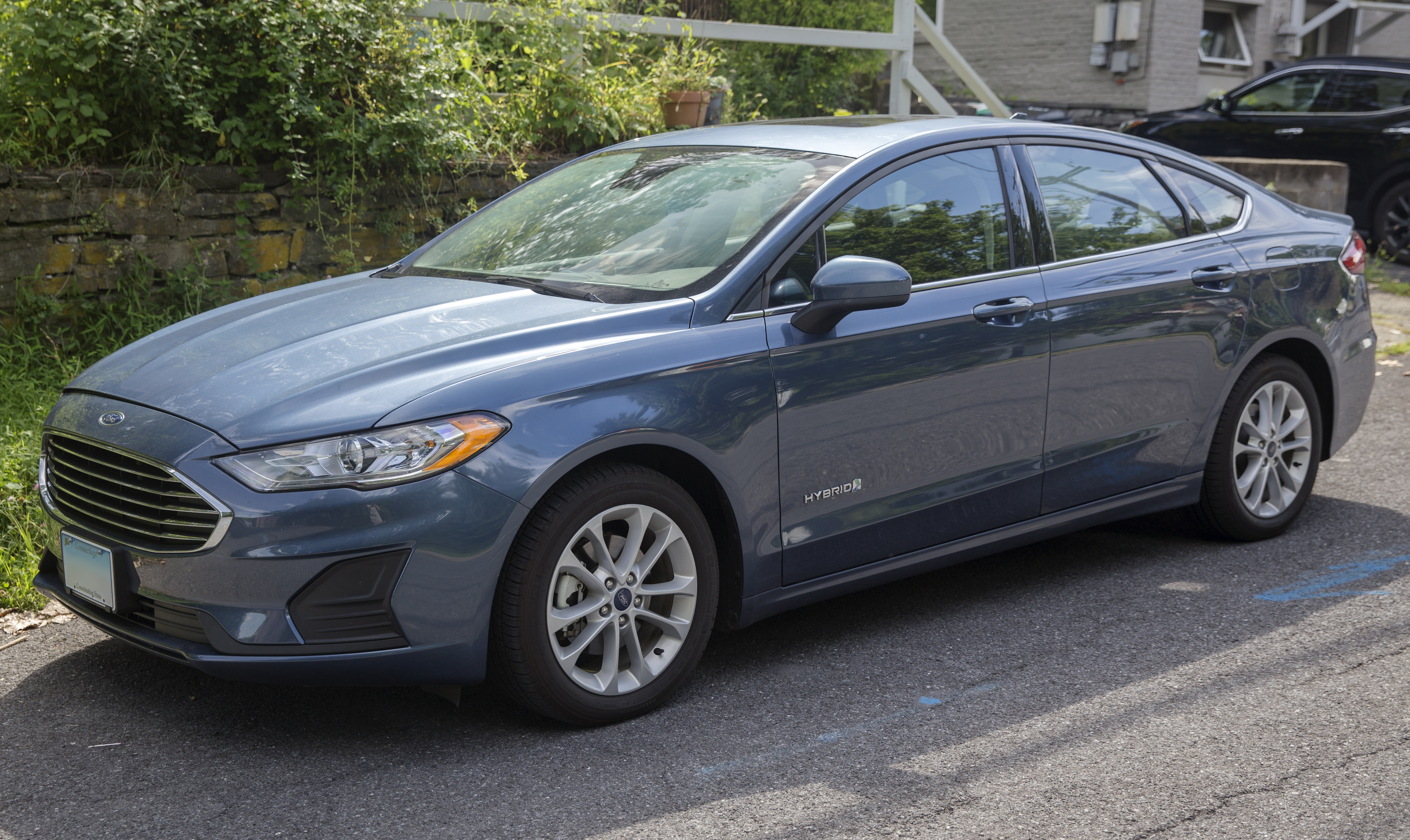
Ford Fusion II po drugim liftingu

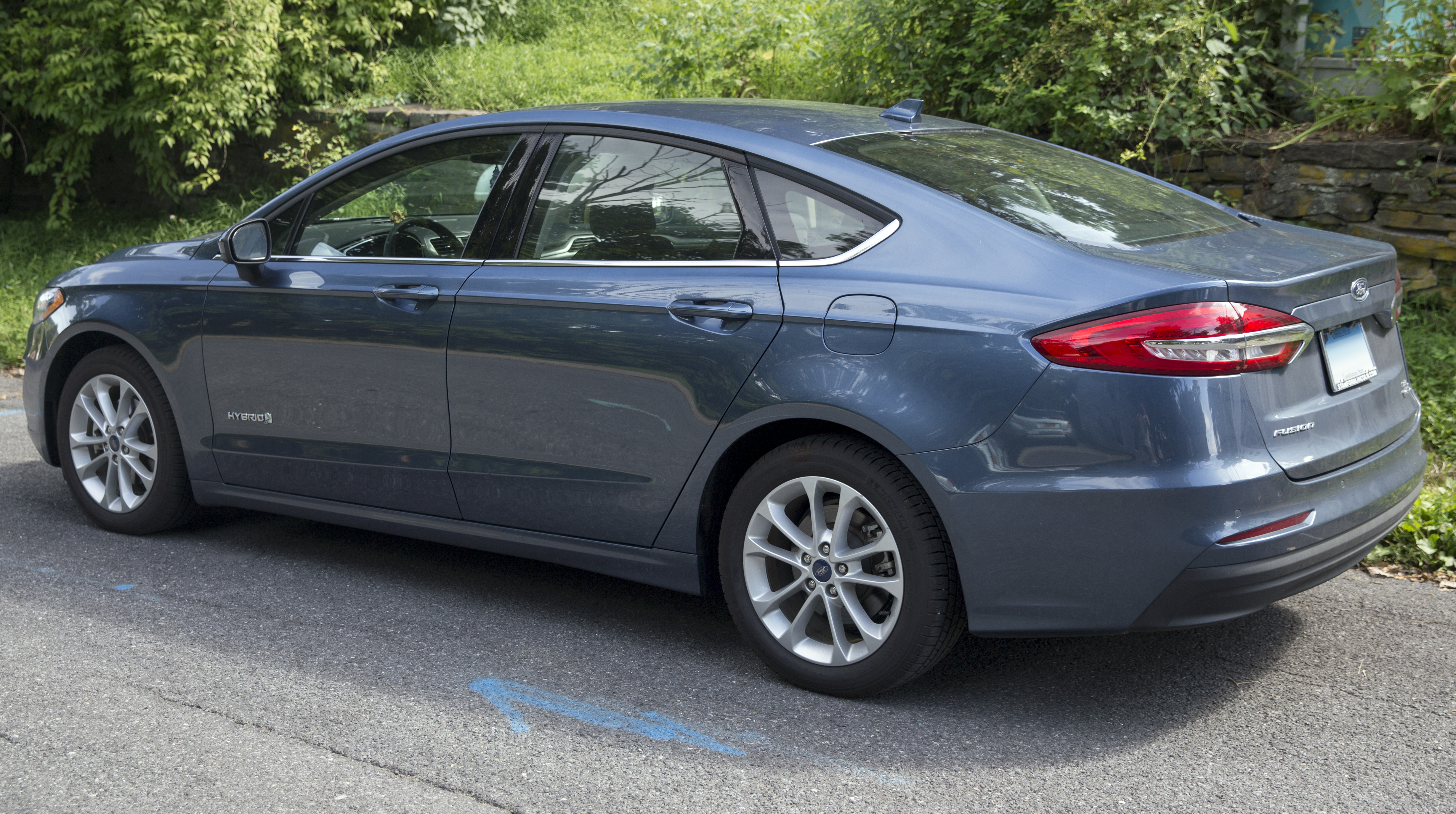
Ford Fusion II - tył po drugim liftingu

Ford Fusion II został zaprezentowany po raz pierwszy podczas Detroit Auto Show w 2012 roku.
W styczniu 2012 roku amerykański oddział Forda zaprezentował zupełnie nową, zbudowaną od podstaw drugą generację Fusiona. Samochód utrzymano w nowej estetyce stylistycznej marki, która wyróżniała się bardziej awangardowym wyglądem. Objawiało się to wyraźnymi przetłoczeniami na drzwiach, strzelistym i podłużnym kształtem oświetlenia, a także niżej poprowadzoną, opadającą linią dachu. 

### Fusion Energi
Równolegle z drugą generacją średniej wielkości modelu Forda zaprezentowana została druga oprócz klasycznej odmiana hybrydowa, która otrzymała nazwę Ford Fusion Energi i stała się tzw. hybrydą plug-in. Spalinowo-elektryczny układ napędowy pojazdu utworzył 2-litrowy silnik benzynowy o mocy 141 KM, a także 118-konny silnik elektryczny wraz z 7,6 kwH baterią. Zasięg na trybie w pełni elektrycznym wyniósł ok. 32 kilometry. 
2013 roku hybrydowa odmiana Fusiona została nagrodzona tytułem Green Car of the Year.

### Restylizacje
W styczniu 2016 roku Ford zaprezentował Fusiona II po gruntownej modernizacji. W jej ramach zmienił się wygląd zarówno pasa przedniego, jak i tylnego. Reflektory zyskały charakterystyczne wcięcia i stały się bardziej strzeliste, a tylne lampy wykonane teraz w technologii LED połączyła chromowana poprzeczka. Ponadto pojawiły się też zderzaki z chromowanymi akcentami. Pomimo polityki One Ford, modernizacja nie objęła europejskiego Mondeo - samochód przeszedł ją dopiero w 2019 roku i to w innym zakresie.
Drugą modernizację Fusion II przeszedł w marcu 2018 roku. W jej ramach zmodyfikowano wygląd przedniego zderzaka, w którym pojawiła się przemodelowana atrapa chłodnicy i nowe wloty powietrza. Ponadto zmodyfikowano też wygląd pasa tylnego, skąd zniknęła chromowana poprzeczka na rzecz pojedynczych, chromowanych akcentów w lampach.

### Koniec produkcji
W kwietniu 2018 roku Ford poinformował, że Fusion nie otrzyma przewidzianego bezpośredniego następcy w ramach nowej polityki marki stawiającej na SUV-y zamiast klasycznych samochodów osobowych. Pojazd pozostanie w produkcji do 2021 roku. Wbrew pierwotnym ustaleniom, w 2019 roku pojawiły się jednak informacje, że w miejsce Fusiona wprowadzony zostanie podwyższone kombi w stylu Subaru Outbacka. Produkcja Fusiona w dotychczasowej formie dobiegła końca w drugiej połowie lipca 2020 roku. 

### Sprzedaż
We wrześniu 2012 roku w ramach polityki One Ford amerykański Fusion II stał się również identyczny wobec Forda Mondeo piątej generacji dla rynku europejskiego, australijskiego i chińskiego. Różnice okazały się minimalne - samochody dzieliło tylko przystosowanie oświetlenia do lokalnych wymogów, nieco inne warianty wyposażenia i gama nadwoziowa - w czasie gdy Fusion dostępny był tylko jako sedan, to Mondeo oferowano także jako liftbacka i kombi.

### Silniki
- R4 1.5 EcoBoost 181 KM
- R4 1.6 EcoBoost 178 KM
- R4 2.0 Duratec Hybrid 191 KM
- R4 2.0 EcoBoost 243 KM
- R4 2.0 EcoBoost 248 KM
- R4 2.5 Duratec 175 KM
- V6 2.7 EcoBoost TwinTurbo 325 KM